# G. R. Hawting
Gerald R. Hawting (1944) è un orientalista britannico, studioso dell'Islam e della sua storia classica.
Attualmente è Professore Emerito di History of the Near and Middle East nella School of Oriental and African Studies (SOAS), di Londra, in cui ha completato a suo tempo la propria preparazione sotto il prof. Bernard Lewis e John Wansbrough, conseguendovi un PhD nel 1978.

## Scritti scelti
- The First Dynasty of Islam (1986), tradotto in due volumi nel Tabari Translation Project (voll. 17, 20), editi congiuntamente ad Abdul Kader Shereef,
- Approaches to the Quran, ed. (1993)
- The Idea of Idolatry and the Rise of Islam: From Polemic to History, Cambridge University Press, 1999
- "John Wansbrough, Islam, and monotheism", in: Quest for the Historical Muhammad edito da Ibn Warraq.
- The Development of Islamic Ritual, Aldershot, Ashgate, 2006 (The Formation of the Classical Islamic World, 26).